# Diastylopsis bosphorica
Diastylopsis bosphorica är en kräftdjursart som beskrevs av Mihai Bacescu 1982. Diastylopsis bosphorica ingår i släktet Diastylopsis och familjen Diastylidae. Inga underarter finns listade i Catalogue of Life.